# Katarzyna Mroczkowska
Katarzyna Mroczkowska est une ancienne joueuse de volley-ball polonaise née le 30 décembre 1980 à Jawor. Elle mesure 1,81 m et jouait au poste d'attaquante. Elle a totalisé 74 sélections en équipe de Pologne. Elle a mis un terme à sa carrière de volleyeuse professionnelle en 2015.

## Clubs
| Club               | De        | À         |
| ------------------ | --------- | --------- |
| Olimpia Jawor      |           | 1995-1996 |
| SMS PZPS Sosnowiec | 1996-1997 | 1998-1999 |
| Gwardia Wrocław    | 1999-2000 | 2000-2001 |
| Pałac Bydgoszcz    | 2001-2002 | 2001-2002 |
| Impel Wrocław      | 2002-2003 | 2014-2015 |

## Palmarès

### Clubs
- Coupe de Pologne
  - Finaliste : 2003, 2004.
- Championnat de Pologne
  - Finaliste : 2014.

### Distinctions individuelles
- Championnat du monde féminin de volley-ball des moins de 18 ans 1997: Meilleure réceptionneuse.